# Primera Liga de Eslovenia
La Primera Liga de Eslovenia (en esloveno: Prva slovenska nogometna liga), conocida también como Prva Liga Telemach por motivos de patrocinio, es la máxima categoría del sistema de ligas de fútbol de Eslovenia. Comenzó a disputarse en la temporada 1991-92, coincidiendo con la independencia del país, y es organizada desde 2012 por la Asociación de Fútbol de Eslovenia.

## Historia
Antes de contar con una liga organizada, los equipos eslovenos formaron parte del sistema de ligas yugoslavo. Desde 1920 hasta 1941 existió una liga regional organizada por la Subasociación de Fútbol de Liubliana, integrada en la Federación Yugoslava. Con la constitución de la República Federal de Yugoslavia se creó una tercera categoría reigonal, la Liga de la República de Eslovenia (en esloveno: Slovenska republiška nogometna liga), al mismo tiempo que los mejores clubes podían ascender a las dos divisiones federales. Los únicos clubes de la zona que han jugado en la Primera Liga de Yugoslavia han sido el NK Olimpija Ljubljana, el NK Maribor y el Nafta Lendava.
Con la independencia de Eslovenia en 1991, la Asociación de Fútbol de Eslovenia se desligó de la yugoslava y pasó a organizar sus propias competiciones. El Olimpija, por aquel entonces el único con estructura profesional, se proclamó campeón de las cuatro primeras ediciones. A partir de 1995-96 se redujo el número de participantes a diez para mejorar el nivel competitivo. El ND Gorica se hizo ese año con el título, convirtiéndose en el primer vencedor que no procedía de la capital, y a partir de 1997 el NK Maribor se consolidó como la mayor potencia del fútbol esloveno con siete títulos consecutivos.
En 2001 la organización de la Primera Liga quedó en manos de los clubes participantes a través de la asociación Združenje 1. SNL. Sin embargo, diversos problemas han provocado que la Federación Eslovena retomase la gestión del torneo en 2012.
En la década de 2010, el NK Maribor se convirtió en el equipo más laureado del país pero ha afrontado una mayor competencia de otros clubes nacionales, tales como el SDNK Olimpija Ljubljana —una refundación del equipo original—, el NK Domžale y el NS Mura.

## Participantes

### Temporada 2025-2026
| Club               | Ciudad        | Estadio                 | Capacidad |
| ------------------ | ------------- | ----------------------- | --------- |
| NK Aluminij        | Kidričevo     | Aluminij Sports Park    | 1.200     |
| NK Bravo           | Liubliana     | Ljubljana Sports Park   | 2 308     |
| NK Celje           | Celje         | Estadio Z'dežele        | 13 000    |
| NK Domžale         | Domžale       | Domžale Sports Park     | 3 100     |
| FC Koper           | Koper         | Estadio SRC Bonifika    | 4 500     |
| NK Maribor         | Maribor       | Estadio Ljudski vrt     | 12 000    |
| NŠ Mura            | Murska Sobota | Estadio Fazanerija      | 4 500     |
| Olimpija Ljubljana | Liubliana     | Estadio Stožice         | 16 000    |
| ND Primorje        | Ajdovščina    | Ajdovščina City Stadium | 1 630     |
| NK Radomlje        | Radomlje      | Domžale Sports Park     | 3 100     |

## Sistema de competición
La Primera Liga de Eslovenia es la máxima categoría del sistema de ligas nacional, bajo organización de la Asociación de Fútbol de Eslovenia. La competición se disputa anualmente, desde agosto hasta mayo del año siguiente, y consta de diez participantes. Siguiendo un sistema de liga, los clubes se enfrentarán todos contra todos en cuatro ocasiones —dos en campo propio y dos en el del rival— hasta  disputar un total de 36 jornadas. El orden de los encuentros se decide por sorteo antes de empezar la competición.
La clasificación final se establece con arreglo a los puntos totales obtenidos por cada equipo al finalizar el campeonato. Los equipos obtienen tres puntos por cada partido ganado, un punto por cada empate y ningún punto por los partidos perdidos. Si al finalizar el campeonato dos equipos igualan a puntos, existen mecanismos de desempate:
1. El que tenga una mayor diferencia entre goles a favor y en contra, según el resultado de los partidos jugados entre ellos.
2. El que tenga la mayor diferencia de goles a favor, teniendo en  cuenta todos los obtenidos y recibidos en el transcurso de la competición.
3. El club que haya marcado más goles.

El equipo que más puntos sume al final del campeonato será proclamado campeón de Liga y obtendrá el derecho automático a participar en la primera ronda clasificatoria de la Liga de Campeones de la UEFA. El segundo y tercer clasificado obtienen una plaza en la primera ronda clasificatoria de la Liga Europa Conferencia de la UEFA, mientras que el campeón de la Copa de Eslovenia disputará el mismo torneo desde la segunda ronda.
El último clasificado desciende a la Segunda Liga de Eslovenia y, de esta, ascenderá recíprocamente el campeón de la división inferior. El penúltimo disputa una promoción a ida y vuelta contra el segundo clasificado de la división inferior.

## Historial
| Temporada | Campeón               | Subcampeón            | Tercero               | Máximo goleador                                  | Club                     | Goles |
| --------- | --------------------- | --------------------- | --------------------- | ------------------------------------------------ | ------------------------ | ----- |
| 1991-92   | NK Olimpija Ljubljana | NK Maribor            | NK Izola              | Zoran Ubavič                                     | NK Olimpija Ljubljana    | 29    |
| 1992-93   | NK Olimpija Ljubljana | NK Maribor            | NK Mura               | Sašo Udovič                                      | ND Slovan                | 25    |
| 1993-94   | NK Olimpija Ljubljana | NK Mura               | NK Maribor            | Štefan Škaper                                    | NK Beltinci              | 23    |
| 1994-95   | NK Olimpija Ljubljana | NK Maribor            | ND Gorica             | Štefan Škaper                                    | NK Beltinci              | 25    |
| 1995-96   | ND Gorica             | NK Olimpija Ljubljana | NK Mura               | Ermin Siljak                                     | NK Olimpija Ljubljana    | 28    |
| 1996-97   | NK Maribor            | NK Primorje           | ND Gorica             | Faik Kamberović                                  | NK Celje                 | 21    |
| 1997-98   | NK Maribor            | NK Mura               | ND Gorica             | Ismet Ekmečić                                    | NK Olimpija Ljubljana    | 21    |
| 1998-99   | NK Maribor            | ND Gorica             | NK Rudar Velenje      | Novica Nikčević                                  | ND Gorica                | 17    |
| 1999-00   | NK Maribor            | ND Gorica             | NK Rudar Velenje      | Kliton Bozgo                                     | NK Maribor               | 24    |
| 2000-01   | NK Maribor            | NK Olimpija Ljubljana | NK Primorje           | Damir Pekič                                      | NK Celje                 | 23    |
| 2001-02   | NK Maribor            | NK Primorje           | FC Koper              | Romano Obilinović                                | NK Primorje              | 16    |
| 2002-03   | NK Maribor            | NK Celje              | NK Olimpija Ljubljana | Marko Kmetec                                     | NK Olimpija Ljubljana    | 23    |
| 2003-04   | ND Gorica             | NK Olimpija Ljubljana | NK Maribor            | Dražen Žeželj                                    | NK Primorje              | 19    |
| 2004-05   | ND Gorica             | NK Domžale            | NK Celje              | Kliton Bozgo                                     | NK Maribor               | 18    |
| 2005-06   | ND Gorica             | NK Domžale            | FC Koper              | Miran Burgič                                     | ND Gorica                | 24    |
| 2006-07   | NK Domžale            | ND Gorica             | NK Maribor            | Nikola Nikezić                                   | ND Gorica                | 22    |
| 2007-08   | NK Domžale            | FC Koper              | ND Gorica             | Dario Zahora                                     | NK Domžale               | 22    |
| 2008-09   | NK Maribor            | ND Gorica             | NK Rudar Velenje      | Etien Velikonja                                  | ND Gorica                | 17    |
| 2009-10   | FC Koper              | NK Maribor            | ND Gorica             | Milan Osterc                                     | FC Koper                 | 23    |
| 2010-11   | NK Maribor            | NK Domžale            | FC Koper              | Marcos Tavares                                   | NK Maribor               | 16    |
| 2011-12   | NK Maribor            | SDNK Olimpija         | NK Mura               | Dare Vršič                                       | SDNK Olimpija            | 22    |
| 2012-13   | NK Maribor            | SDNK Olimpija         | NK Domžale            | Marcos Tavares                                   | NK Maribor               | 17    |
| 2013-14   | NK Maribor            | FC Koper              | NK Rudar Velenje      | Mate Eterović                                    | NK Rudar Velenje         | 19    |
| 2014-15   | NK Maribor            | NK Celje              | NK Domžale            | Marcos Tavares                                   | NK Maribor               | 17    |
| 2015-16   | SDNK Olimpija         | NK Maribor            | NK Domžale            | Andraž Šporar Rok Kronaveter Jean-Philippe Mendy | SDNK Olimpija NK Maribor | 17    |
| 2016-17   | NK Maribor            | ND Gorica             | SDNK Olimpija         | John Mary                                        | NK Rudar Velenje         | 17    |
| 2017-18   | SDNK Olimpija         | NK Maribor            | NK Domžale            | Luka Zahović                                     | NK Maribor               | 18    |
| 2018-19   | NK Maribor            | SDNK Olimpija         | NK Domžale            | Luka Zahović                                     | NK Maribor               | 18    |
| 2019-20   | NK Celje              | NK Maribor            | SDNK Olimpija         | Ante Vukušić                                     | SDNK Olimpija            | 26    |
| 2020-21   | NŠ Mura               | NK Maribor            | SDNK Olimpija         | Jan Mlakar Nardin Mulahusejnović                 | NK Maribor NŠ Mura       | 14    |
| 2021-22   | NK Maribor            | FC Koper              | SDNK Olimpija         | Ognjen Mudrinski                                 | NK Maribor               | 16    |
| 2022-23   | SDNK Olimpija         | NK Celje              | NK Maribor            | Žan Vipotnik                                     | NK Maribor               | 20    |
| 2023-24   | NK Celje              | NK Maribor            | SDNK Olimpija         | Aljoša Matko                                     | NK Celje                 | 18    |
| 2024-25   | SDNK Olimpija         |                       |                       |                                                  |                          |       |

## Palmarés
| Club                    | Títulos | Subcampeonatos | Años de los campeonatos                                                                        |
| ----------------------- | ------- | -------------- | ---------------------------------------------------------------------------------------------- |
| NK Maribor              | 16      | 9              | 1997, 1998, 1999, 2000, 2001, 2002, 2003, 2009, 2011, 2012, 2013, 2014, 2015, 2017, 2019, 2022 |
| ND Gorica               | 4       | 5              | 1996, 2004, 2005, 2006                                                                         |
| NK Olimpija Ljubljana † | 4       | 3              | 1992, 1993, 1994, 1995                                                                         |
| SDNK Olimpija Ljubljana | 4       | 3              | 2016, 2018, 2023, 2025                                                                         |
| NK Domžale              | 2       | 3              | 2007, 2008                                                                                     |
| NK Celje                | 2       | 3              | 2020, 2024                                                                                     |
| FC Koper                | 1       | 3              | 2010                                                                                           |
| NŠ Mura                 | 1       | -              | 2021                                                                                           |
| NK Mura †               | -       | 2              |                                                                                                |
| NK Primorje †           | -       | 2              |                                                                                                |

- † Equipo desaparecido.

## Estadísticas
- Datos actualizados al final de la temporada 2023-24.

#### Máximos goleadores
| Pos. | Nombre         | Goles | Apariciones |
| ---- | -------------- | ----- | ----------- |
| 1    | Marcos Tavares | 159   | 436         |
| 2    | Štefan Škaper  | 130   | 226         |
| 3    | Kliton Bozgo   | 109   | 207         |
| 4    | Ermin Rakovič  | 108   | 269         |
| 5    | Milan Osterc   | 106   | 276         |
| 5    | Rok Kronaveter | 106   | 335         |
| 7    | Damir Pekič    | 103   | 266         |
| 8    | Marko Kmetec   | 95    | 271         |
| 9    | Dalibor Volaš  | 92    | 241         |
| 10   | Ismet Ekmečić  | 90    | 199         |
| 10   | Anton Žlogar   | 90    | 300         |

#### Partidos disputados
| Pos. | Nombre           | Temporadas | Apariciones |
| ---- | ---------------- | ---------- | ----------- |
| 1    | Sebastjan Gobec  | 19         | 488         |
| 2    | Marcos Tavares   | 15         | 436         |
| 3    | Dušan Kosič      | 14         | 421         |
| 3    | Janez Strajnar   | 18         | 421         |
| 5    | Mitja Viler      | 18         | 411         |
| 6    | Danijel Brezič   | 16         | 406         |
| 7    | Simon Sešlar     | 15         | 405         |
| 8    | Miran Srebrnič   | 14         | 400         |
| 9    | Dejan Djuranovič | 14         | 388         |
| 10   | Andrej Poljšak   | 14         | 381         |